# Mieczysław Sołtys
Mieczysław Sołtys   (Lviv, 7 de gener de 1863 - Lviv, 11 de novembre de 1929) fou un compositor polonès del Romanticisme. Estudià a Viena i París i el 1901 fou nomenat director del Conservatori de la seva ciutat natal, encarregant-se, a més, de les classes de composició on va tenir entre d'altres alumnes a Tadeusz Kassern. Va compondre les òperes La república de Babina (Lviv, 1905); Panie Kochanku i Maria; l'oratori Das Gelübde König Casimirs von Polen; una simfonia; un poema simfònic; concerts i peces per a piano, i melodies vocals.